# Funes med det goda minnet
Funes med det goda minnet är en novell av den argentinske författaren Jorge Luis Borges, först publicerad i den argentinska tidskriften La Nación 1942 och sedermera inkluderad i samlingarna Trädgården med gångar som förgrenar sig (1941) och Fiktioner (1944, på svenska 2007).
Novellen handlar om en ung man, Ireneo Funes, som efter ett fall från en häst får förmågan att minnas allting han varit med om och läst. Berättaren besöker Funes, som invalidiserats efter sin olycka, och inser att han helt förlorat förmågan att abstrahera och generalisera. Funes minns allt i detalj: himlens moln, sprickorna i väggen i sovrummet, varje temperaturskiftning och varje sekund av varje dag.
Det finns vissa verkliga förlagor för Funes, till exempel en rysk man vid namn Solomon Shereshevskij vars fall nedtecknades av den ryske psykologen Alexander Luria under 1920-talet. Luria beskriver att Shereshevskij till skillnad från andra människor fick anstränga sig för att glömma, och menar att han inte funnit någon yttre gräns för patientens minnesförmåga. "Funes med det goda minnet" är ett exempel på Borges intresse för minnets natur, och även för vetenskapliga frågor.
"Funes med det goda minnet" har översatts till svenska av Sun Axelsson.